# Walentin Dogiel
Walentin Aleksandrowicz Dogiel (ros. Валентин Александрович Догель, ur. 27 lutego?/11 marca 1882 w Kazaniu, zm. 1 czerwca 1955 w Leningradzie) – rosyjski zoolog, parazytolog i protistolog, profesor Uniwersytetu Petersburskiego.

## Życiorys

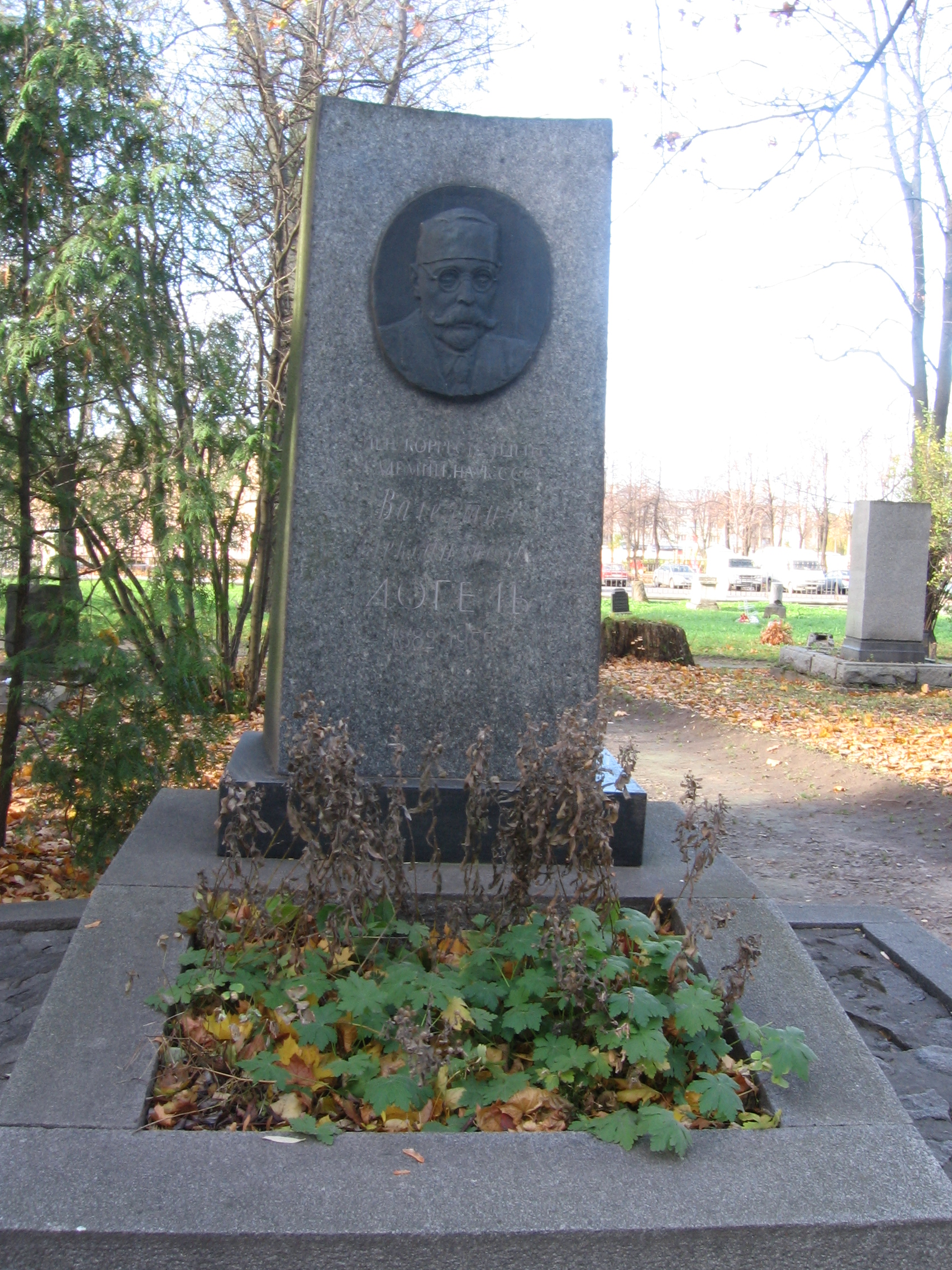
Grób Walentina Dogiela

Urodził się 11 marca 1882 roku w Kazaniu, jako syn Aleksandra Stanisławowicza Dogiela. Rodzina Dogielów pochodziła z Litwy. Gdy Walentin ukończył gimnazjum, rodzina przeniosła się do St. Petersburga, w 1900 roku podjął naukę na tamtejszym uniwersytecie. Jeszcze jako student zoologii zaczął pracować naukowo u prof. Władimira Szewiakowa. W 1902 roku ukazała się jego pierwsza publikacja, tłumaczenie z niemieckiego dzieła Kunstformen der Natur Haeckela. W wieku 31 lat Dogiel został profesorem zoologii.
Do wybuchu I wojny światowej Dogiel przedsięwziął wyprawy naukowe do Neapolu, Aleksandrowska, Bergen i Trondheim, Dover i Millport. Zwiedził też Djebel-Tor nad Morzem Czerwonym. W momencie wybuchu I wojny był we wschodniej Afryce, w Kenii. W 1915 roku jako porucznik-sierżant Rosyjskiej Armii służył w brygadzie transportowo-sanitarnej na różnych frontach. Latem 1916 roku wznowił pracę akademicką, którą jednak niemal uniemożliwiały brak prądu, ogrzewania i jedzenia w zniszczonym przez wojnę Pietrogradzie. Po wojnie organizował nowy instytut koło Peterhof nad Bałtykiem. Na wiosnę 1920 roku otworzono tam stację biologiczną, działającą do dziś.
Od 1939 roku Dogiel był członkiem korespondentem Radzieckiej Akademii Nauk. W 1941 roku trafił do Azji Środkowej, gdzie organizował Instytut Zoologii Kazachskiej Akademii Nauk, w 1944 roku wrócił do Leningradu. Zmarł nagle 1 czerwca 1955 roku po udarze mózgu.

## Wybrane prace
- Зоология беспозвоночных, 5 изд., Moskwa 1959
- Общая паразитология, 3 изд., 1962
- Олигомеризация гомологичных органов как один из главных путей эволюции животных, 1954.